# キャンディス・ヒル
キャンディス・ヒル（Candace Hill、1999年2月11日 ‐ ）は、アメリカ合衆国・コンヤーズ出身の陸上競技選手。専門は短距離走。2015年に100mで10秒98のU18世界最高記録を樹立し、史上最年少の16歳で10秒台をマークした選手である。100mの自己ベスト10秒98、200mの自己ベスト22秒43は、ともにU18世界最高記録。300mの自己ベスト36秒56は元U20室内世界最高記録。

## 経歴

### 小中学生時代
小学生の頃から足が速く、学校のレースでは毎回大差をつけて優勝していた。13歳だった中学1年生の時に初めて公認レースに出場し、その後はダイナミックスピードエリートトラッククラブ（Dynamic Speed Elite Track Club）の一員として全米ジュニアオリンピック (en) など大きな大会で優勝する活躍を見せた。

### 高校生時代
ロックデール郡立高校 (en) に進学すると、初年度の2014年からジョージア州選手権の女子100mと女子200mを州新記録（11秒44と23秒21）で優勝、ニューバランス全米大会（New Balance Outdoor Nationals）も女子100mと女子200mで優勝するなど活躍し、2013-2014シーズンのゲータレード・ジョージア州高校最優秀女子陸上競技選手賞（Gatorade State Girls Track & Field Athletes of the Year）を受賞した。翌年の2015年も勢いは止まらず、ジョージア州選手権は自身の持つ州記録を更新して2年連続の優勝を飾った（11秒34と23秒05）。
2015年6月13日のダイヤモンドリーグ・アディダスグランプリの高校生招待レース女子100mにおいて、向かい風の中で11秒21（-1.5）の自己ベストをマークすると、1週間後のブルックスPR招待（Brooks PR Invitational）女子100mでは自己ベストを大幅に更新する10秒98（+2.0）のユース世界最高新記録を樹立。昨年ケイリン・ホイットニーが樹立したユース世界最高記録および全米高校記録（11秒10）を更新し、ユースの選手として初めて11秒の壁を破る快挙を達成した。また、これはジュニア世界歴代3位のタイムでもあり、2011年にイングリッシュ・ガードナーが樹立したジュニア全米記録（11秒03）も更新した。
高校のトラックシーズン終了後、2014-2015シーズンのゲータレード・全米高校最優秀女子陸上競技選手賞（Gatorade National Girls Track Athlete of the Year）を受賞した。30年の歴史を誇るこの賞において、2年生での受賞はマリオン・ジョーンズ以来史上2人目の快挙となった。その後、各スポーツの最優秀選手の中から選出されるゲータレード・全米高校最優秀選手賞（Gatorade National Player of the Year）の女子部門を受賞した。
2015年7月の世界ユース選手権 (en) では、女子100m準決勝で11秒16（-0.1）をマークし、1つ前の組でカリファ・セントフォートが樹立した大会記録を0秒08更新すると、決勝では準決勝のタイムを更に縮める11秒08（0.0）をマーク。カリファ・セントフォートとの優勝争いを0秒11差で制し、初の世界タイトルを獲得した。女子200mには今季世界ランク3位（出場選手中では1位）の自己ベスト（23秒05）を持って臨むと、決勝では自己ベストを大幅に更新する22秒43のユース世界最高記録を樹立。先月ケイリン・ホイットニーがマークした22秒47を更新しての優勝を成し遂げ、100mとの大会2冠を達成した。
今シーズンの大活躍により、国際陸上競技連盟の新人賞（RISING STAR AWARD）、全米陸上競技連盟のユース最優秀選手賞（Youth Athlete of the Year）、Track & Field Newsの高校最優秀女子選手賞（High School Girls Athlete Of The Year）など、数々の賞を受賞した。

### プロ転向以降
2015年12月にアシックスと10年の長期契約を結び、史上最年少の16歳でプロ陸上競技選手となった。なお、もしもプロにならず将来大学で競うことを考えた場合、南カリフォルニア大学かフロリダ大学への進学を検討していたという。
2016年6-7月の全米オリンピックトライアル (en) では、女子100mは決勝進出に0秒04、女子200mは決勝進出に0秒07届かず、ともに準決勝で敗退しリオデジャネイロオリンピック出場を逃した。
2016年7月のU20世界選手権では、女子100mにU18の選手ながら今季U20世界ランク1位（11秒09）の優勝候補で出場した。準決勝で11秒12（+2.0）の大会タイ記録を樹立し、2000年サンティアゴ大会でベロニカ・キャンベルがマークした記録に並ぶと、迎えた決勝では準決勝のタイムを更に縮める11秒07（+0.9）の大会新記録を樹立。地元ポーランドの選手であり、60mの室内U20世界記録保持者である優勝候補のエヴァ・スヴォボダを0秒05抑えて優勝した。この種目でのアメリカ勢の優勝は、2008年ブィドゴシュチュ大会のジェネバ・タモー以来となった。アンカーを務めた女子4×100mリレーは43秒69で優勝に貢献し、100mとの大会2冠を達成した。
2017年3月4日の全米室内選手権 (en) 女子300m決勝で36秒56のU20室内世界最高記録（当時）をマーク。2007年にフランセナ・マッコロリーがマークした36秒67を更新し、シニアの全米選手権で初の表彰台となる3位に入った。

## 人物
- 学業も優秀で、小学校のレポートカード（通知表）は毎年A評価、高校のGPAは5段階評価で4.9を維持している[1]。高校卒業後はジョージア大学に進学予定[18]。
- カラーガードにも参加していたが、陸上競技に専念するため2013年にカラーガードは諦めた[19]。
- ロールモデルはオリンピック陸上競技で6つの金メダルを獲得しているアリソン・フェリックス[20]。

## 自己ベスト
- 記録欄の（　）内の数字は風速（m/s）で、+は追い風、-は向かい風を意味する。

| 種目 | 記録           | 年月日        | 場所         | 備考                                     |
| 屋外 | 屋外           | 屋外          | 屋外         | 屋外                                     |
| ---- | -------------- | ------------- | ------------ | ---------------------------------------- |
| 100m | 10秒98 (+2.0)  | 2015年6月20日 | ショアライン | U18世界最高記録 U20全米記録 全米高校記録 |
| 200m | 22秒43 (-0.7)  | 2015年7月19日 | カリ         | U18世界最高記録                          |
| 200m | 22秒38w (+2.1) | 2016年6月11日 | モンテベルデ | 追い風参考記録                           |
| 400m | 52秒70         | 2017年3月25日 | コロンビア   |                                          |
| 室内 |                |               |              |                                          |
| 60m  | 7秒30          | 2017年1月7日  | クレムソン   |                                          |
| 300m | 36秒56         | 2017年3月4日  | アルバカーキ | 元U20室内世界最高記録                    |
| 400m | 53秒05         | 2017年2月20日 | クレムソン   |                                          |

## 主要大会成績
- 備考欄の記録は当時のもの

| 年   | 大会             | 場所             | 種目    | 結果 | 記録          | 備考               |
| ---- | ---------------- | ---------------- | ------- | ---- | ------------- | ------------------ |
| 2015 | 世界ユース選手権 | カリ             | 100m    | 優勝 | 11秒08 (0.0)  | 大会記録           |
| 2015 | 世界ユース選手権 | カリ             | 200m    | 優勝 | 22秒43 (-0.7) | ユース世界最高記録 |
| 2016 | U20世界選手権    | ブィドゴシュチュ | 100m    | 優勝 | 11秒07 (+0.9) | 大会記録           |
| 2016 | U20世界選手権    | ブィドゴシュチュ | 4x100mR | 優勝 | 43秒69 (4走)  |                    |

### 全米タイトル
| 年   | 大会                     | 場所           | 種目 | 優勝記録      | 備考                          |
| ---- | ------------------------ | -------------- | ---- | ------------- | ----------------------------- |
| 2013 | 全米ジュニアオリンピック | グリーンズボロ | 100m | 12秒04 (-1.7) | 予選11秒81 (+0.9)：自己ベスト |
| 2014 | ニューバランス全米大会   | グリーンズボロ | 100m | 11秒34 (+2.7) |                               |
| 2014 | ニューバランス全米大会   | グリーンズボロ | 200m | 23秒14 (+1.2) | 自己ベスト                    |
| 2014 | 全米ジュニアオリンピック | ハンブル       | 100m | 11秒76 (-0.7) | 予選11秒52 (+1.7)             |
| 2014 | 全米ジュニアオリンピック | ハンブル       | 200m | 23秒56 (-2.0) | 予選23秒44 (+0.4)             |
| 2015 | 全米ユース選手権         | ライル         | 100m | 11秒48 (-0.8) | 予選11秒47 (+0.6)             |
| 2015 | 全米ユース選手権         | ライル         | 200m | 23秒14 (+1.0) |                               |
| 2016 | 全米ジュニア選手権       | クローヴィス   | 100m | 11秒24 (+1.2) | 予選11秒09 (+1.9)             |